# جواز سفر تايلاندي
جواز السفر التايلاندي هو جواز سفر يصدر للمواطنيين التايلانديين من قبل شعبة جوازات السفر في وزارة الشؤون القنصلية التابعة لوزارة الشؤون الخارجية. يتم إصدار جوازات السفر البيومترية التايلاندية منذ أغسطس 2005. في عام 2019، تمت زيادة صلاحية جوازات السفر التايلاندية من 5 سنوات إلى 10 سنوات.

## متطلبات التأشيرة
اعتبارًا من ديسمبر 2021 كان المواطنون التايلانديون يتمتعون بإمكانية دخول 79 دولة وإقليم بدون تأشيرة أو تأشيرة عند الوصول، مما أدى إلى تصنيف جواز السفر التايلاندي في المرتبة 72 من حيث حرية السفر وفقًا مؤشر هينلي لجوازات السفر.

## المراجع

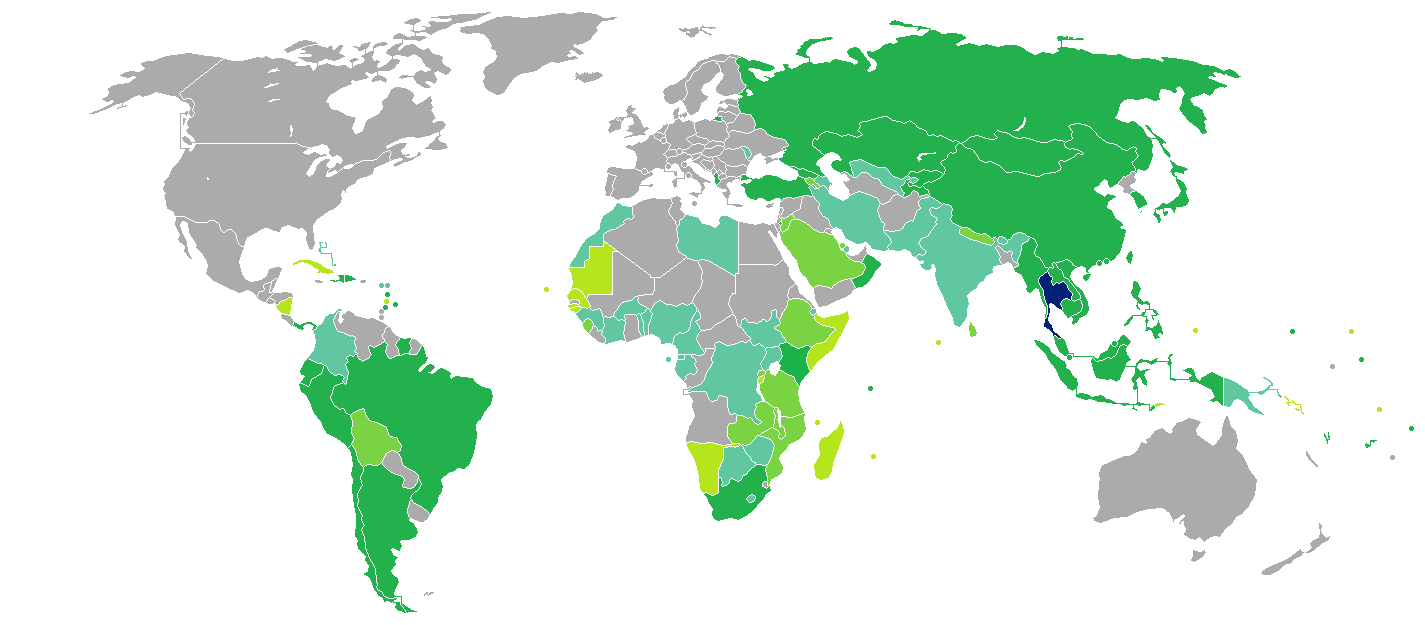
البلدان والأقاليم التي لا تفرض تأشيرة أو تطلب تأشيرة دخول عند الوصول للجهة، لحاملي جوازات السفر التايلندية العادية.

## روابط خارجية
- صفحة البيانات الشخصية لجواز السفر التايلاندي
- صفحة تأشيرة جواز السفر التايلاندي
- صفحة الغلاف الداخلي